# Zby atlanticus
Zby atlanticus è un sauropode vissuto nel Giurassico superiore, i cui fossili sono stati ritrovati in Portogallo.

## Descrizione
Venne descritto per la prima volta e nominato da tre scienziati: Octávio Mateus, Philip D. Mannion e Paul Upchurch nel 2014. È conosciuto esclusivamente da uno scheletro parzialmente completo. Zby si differenzia da altri sauropodi per molte caratteristiche, tra cui una sporgenza posteriore prominente sull'omero a livello della cresta deltapicale. Di recente si è notato che lo Zby era strettamente legato al Turiasaurus riodevensis da depositi pressoché contemporanei, sulla base della sua morfologia dei denti, dell'estrema compressione dell'estremità prossimale e dalla forma del corpo, ma per altre caratteristiche tra i due generi c'è una bella differenza. Quasi tutti gli altri elementi anatomici suggeriscono che lo Zby sia una nuova specie di sauropode, come confermato dal luogo in cui venne trovato.

## Riferimenti
1. ^ A b  Mateus, O. V.; Mannion, P. D.; Upchurch, P. (2014). "Zby atlanticus, a new turiasaurian sauropod (Dinosauria, Eusauropoda) from the Late Jurassic of Portugal". Journal of Vertebrate Paleontology. 34 (3): 618. doi : 10.1080 / 02724634.2013.822875 .